# Maurolicus parvipinnis
Maurolicus parvipinnis är en fiskart som beskrevs av Vaillant, 1888. Maurolicus parvipinnis ingår i släktet Maurolicus och familjen pärlemorfiskar. Inga underarter finns listade i Catalogue of Life.